# V. Radu havasalföldi fejedelem
V. Radu (románul: Radu de la Afumați), (? – 1529. január 2.) Havasalföld fejedelme négy ízben 1521 és 1529 között.
IV. (Nagy) Radu törvénytelen fia, négy ízben volt Havasalföld fejedelme 1521 és 1529 között.
A politikáját általában a törökellenesség jellemezte. Uralkodása kezdetén legyőzte a trónra pályázó Mehmed béget és Szapolyai János segítségével került a trónra. 1522 és 1525 között az ország területén kemény harcokat vívott a törökök ellen, illetve a török porta által támogatott trónkövetelők, III. Vladiszláv és VI. Radu ellen. A Curtea de Argeș-i kolostorban található síremlékén 20 csata van felsorolva.
A Craiovescu család biztatására egy ideig alárendelte magát a szultánnak, sőt 1524-ben beleegyezett az adó 12 000 dukátról 14 000-re való emelésébe. Amikor vissza akart térni a törökellenes politikához, a bojárok összeesküvést szőttek ellene és meggyilkolták.
Első feleségétől (Voica) született fia Vlad, akit apjával együtt öltek meg 1529. január 2-án. Második felesége Ruxandra, Neagoe Basarab lánya volt, gyermekük a későbbi VII. (Gulyás) Radu.

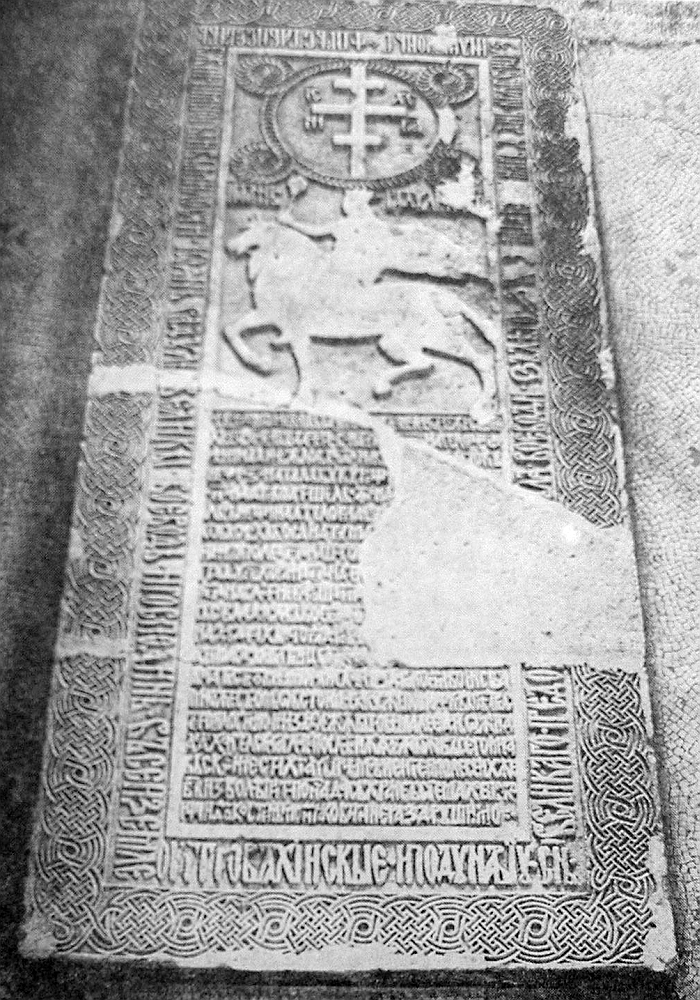
V. Radu sírja a Curtea de Argeș-i kolostorban